# The Endless River
The Endless River és el quinzè i últim àlbum d'estudi de la banda britànica de rock progressiu Pink Floyd. Es va llançar el dia 7 de novembre de 2014 als països en què les novetats surten els divendres, i el 10 de novembre al Regne Unit i els Estats Units, a través de Parlophone i Columbia. És el primer àlbum d'estudi de Pink Floyd des de la mort del teclista i membre fundador Richard Wright, qui apareix a títol pòstum, i el tercer dels Pink Floyd des de la sortida de Roger Waters de la banda l'any 1985. També és el primer àlbum de Pink Floyd distribuït per Parlophone i Warner Bros. Records després de la compra d'EMI i els seus actius per part d'Universal Music Group el 2012, la seva transferència a Parlophone i la compra de Parlophone per Warner Bros. el 2013.

## Gravació

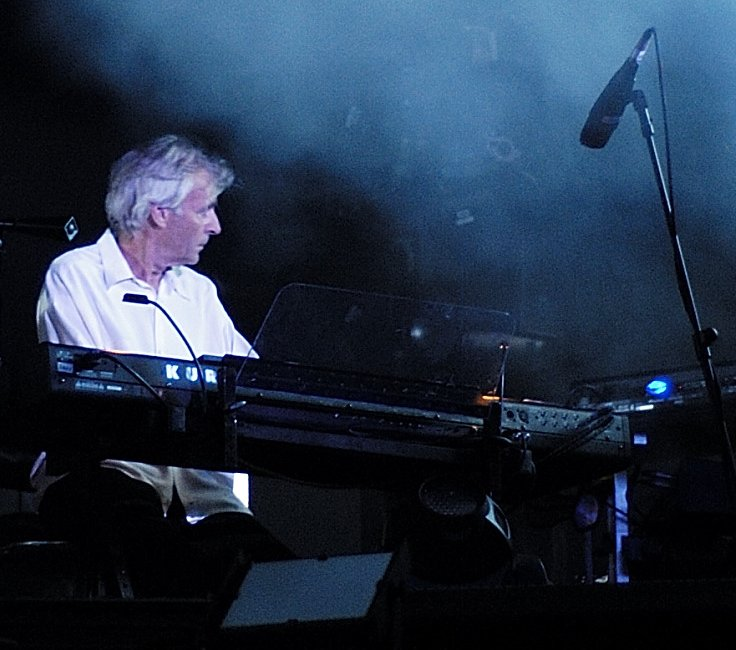
The Endless River es va crear com un homenatge al membre fundador de Pink Floyd Rick Wright, que va morir el 2008.

The Endless River es basa en la música gravada durant les sessions de l'àlbum d'estudi anterior de Pink Floyd, The Division Bell (1994). The Division Bell es va gravar els anys 1993 i 1994 als Britannia Row Studios de Londres, i a l'estudi al vaixell Astoria, pertanyent al guitarrista David Gilmour. Pink Floyd va gravar hores de música durant les sessions; l'enginyer Andy Jackson el va editar en una composició ambiental d'una hora de durada titulada provisionalment The Big Spliff, però la banda no la va publicar.

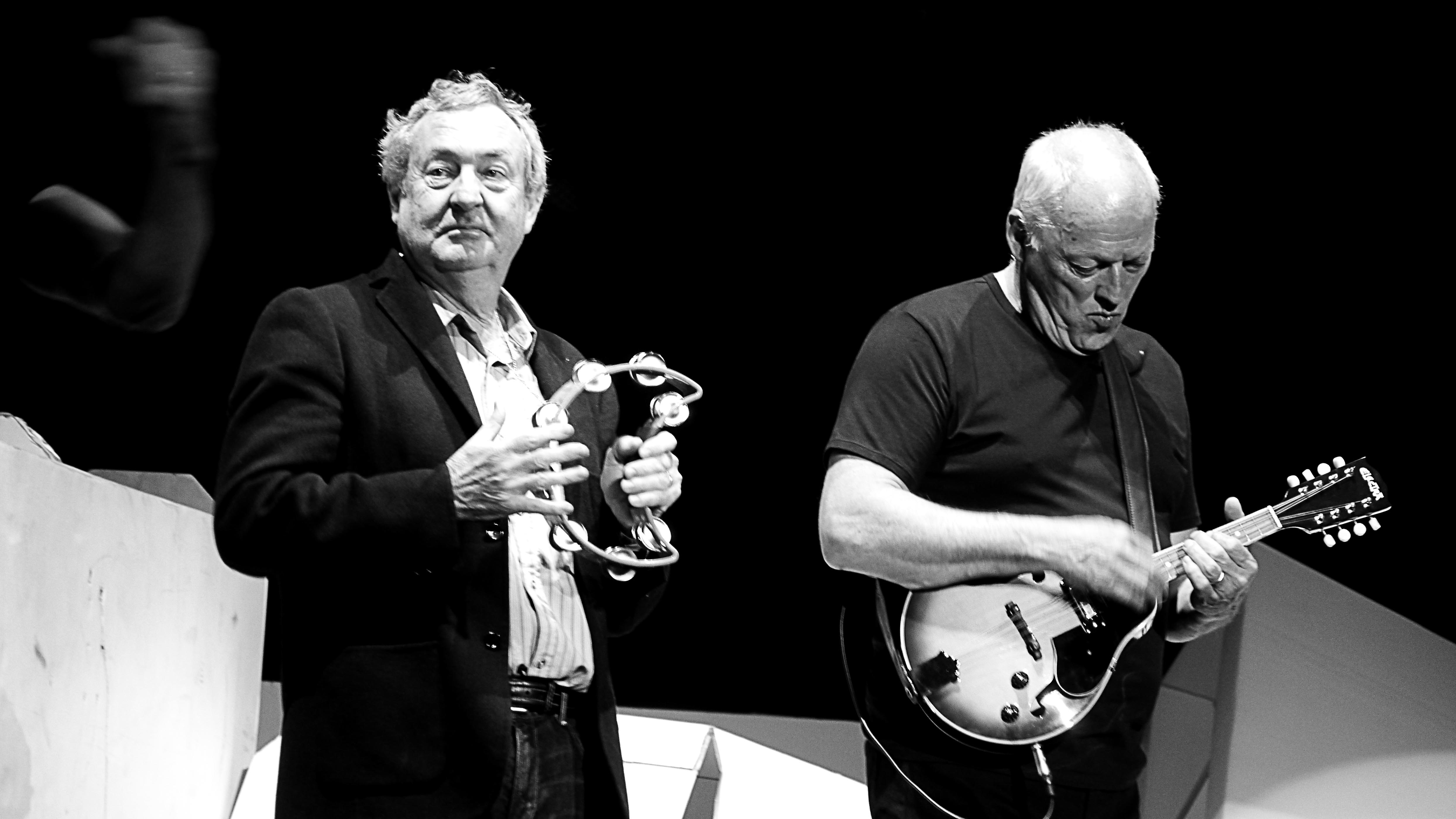
El bateria Nick Mason (esquerra) i el guitarrista David Gilmour (dreta) van reprendre el projecte el 2013, amb la intenció de crear "un àlbum de Pink Floyd del segle XXI".

El teclista Richard Wright va morir de càncer el 15 de setembre de 2008. El 2013, Gilmour i el bateria Nick Mason van decidir tornar a revisar els enregistraments no utilitzats de Division Bell per fer un nou àlbum, tornar-ne a gravar-ne alguns trossos, afegir-ne de noves i utilitzar la tecnologia d'estudi moderna. Gilmour va dir: "Amb Rick desaparegut, i amb ell la possibilitat de tornar-ho a fer alguna vegada, sembla correcte que aquestes cançons revisades i reelaborades estiguin disponibles com a part del nostre repertori". Només es va utilitzar una petita part de The Big Spliff.
Gilmour va demanar al guitarrista i productor Phil Manzanera, qui ja va coproduir el seu àlbum en solitari l'any 2006 On an Island, que treballés en el material. Manzanera, Jackson i l'enginyer Damon Iddins van passar sis setmanes muntant quatre peces de 14 minuts. Gilmour va donar dues peces al productor Youth, que va afegir parts de guitarra i baix. El novembre de 2013, Gilmour va dirigir sessions amb Manzanera, Youth i Jackson per gravar material amb Mason, el saxofonista Gilad Atzmon i el baixista Guy Pratt. Els vocalistes, inclòs Durga McBroom, van gravar cors de suport, i Gilmour va gravar la veu principal a "Louder than Words", amb lletra de la seva dona, l'autora Polly Samson. El baixista i compositor Roger Waters, que va deixar Pink Floyd el 1985, no hi va participar.
"Autumn '68", anomenada en referència a la cançó de Pink Floyd de 1970 "Summer '68", inclou una gravació de Wright tocant l'orgue de tubs del Royal Albert Hall durant l'assaig de l'espectacle de Pink Floyd al Royal Albert Hall el 26 de juny de 1969" Talkin' Hawkin ' conté una mostra del discurs del científic Stephen Hawking extret d'un comercial British Telecom també mostrat per a The Division Bell a "Keep Talking". Mason va rebre crèdits d'escriptura per "Sum" i "Skins", un solo de bateria de dos minuts i mig. Gilmour va dir que The Endless River seria l'últim àlbum de Pink Floyd i va dir: "Crec que hem aconseguit amb èxit el millor del que hi ha... És una llàstima, però aquest és el final." Mason va estar d'acord, afirmant que "creia que probablement seria l'últim àlbum de Pink Floyd".

## Composició
The Endless River consta de quatre peces, que formen un flux continu de música ambiental i instrumental principalment. Gilmour va dir: "Sense disculpes, això és per a la generació que vol posar-se els auriculars, estirar-se en un beanbag, o el que sigui, i tocar una peça musical durant un període prolongat. Es podria dir que no és per a iTunes, la generació de descàrrega de pistes individuals." Mason va descriure l'àlbum com un homenatge a Wright: "Crec que aquest disc és una bona manera de reconèixer molt del que fa i com la seva interpretació estava al cor del so de Pink Floyd. Escoltant les sessions, realment em va fer sentir quin músic tant especial que era."
«Louder than Words» és l'únic tema amb una veu principal. Samson va escriure la lletra després d'observar la interacció de la banda durant els assajos per a la seva reunió de Live 8 de 2005, la seva primera actuació amb Waters en més de 24 anys. Ella va dir: "El que em va sorprendre va ser que mai no van parlar... No és hostilitat, simplement no parlen. I després pugen a un escenari i musicalment aquesta comunicació és extraordinària." El títol de l'àlbum està extret d'una lletra de l'últim tema de The Division Bell, "High Hopes", i que Gilmour va dir que semblava que suggeria un continu entre els registres.
| «                                            | The water flowing The endless river For ever and ever | » |
| — High Hopes, The Division Bell. Pink Floyd. |                                                       |   |

.

## Embalatge
La portada d'Endless River representa un home jove que passa amb un esquif del Tàmesi a través d'un mar de núvols cap al sol.Després de la mort de l'artista de Pink Floyd Storm Thorgerson el 2013, Pink Floyd va col·laborar amb Aubrey Powell, cofundador de l'empresa de disseny de Thorgerson Hipgnosis. Powell va descobrir l'artista egipci de 18 anys Ahmed Emad Eldin i va demanar que utilitzés el concepte de la seva peça Beyond the Sky per a The Endless River. Eldin era un fan de Pink Floyd i va acceptar amb entusiasme. Powell va considerar que el concepte d'Ahmed tenia "una ressonància floydiana instantània" i el va descriure com "enigmàtic i obert a la interpretació". La portada final és una recreació del treball d'Eldin per la firma de disseny londinenca Stylorouge. Powell va considerar que la portada resumia el títol i la música, i era apropiada per a l'enregistrament dut a terme als estudis flotants del Tàmesi.
The Endless River també es va publicar en edicions de caixes "de luxe" de DVD i Blu-ray, que contenien un llibre de 24 pàgines de tapa dura, postals i un disc addicional de tres cançons addicionals i sis vídeos musicals. L'edició en DVD inclou l'àlbum en Dolby Digital i so envoltant DTS 5.1, més un 48 Versió estèreo kHz/24 bits. El Blu-ray té DTS Master Audio i PCM, 96/24 5.1 envoltant i una versió PCM estèreo 96/24.

## Promoció
Pink Floyd es va veure afectat per la venda d'EMI a Universal Music Group, que va tenir lloc entre els anys 2011 i 2013. La Comissió Europea i la Comissió Federal de Comerç van aprovar la venda amb condicions, inclosa la venda de determinats actius d'EMI. Pink Floyd, juntament amb moltes altres bandes de la llista EMI, es van transferir a diferents segells durant el procés. El Parlophone Label Group es va formar sota Parlophone com un dels molts actius que va ser venut per Universal després de l'adquisició d'EMI, amb Pink Floyd transferit a Parlophone Label Group durant la venda. El Warner Music Group, el 2013, va arribar a un acord amb Universal per comprar el segell Parlophone Group d'EMI, adquirint els drets de publicació del catàleg posterior de Pink Floyd i els llançaments futurs en el procés.
En un tuit del 5 de juliol de 2014, Samson va publicar el títol de l'àlbum i una finestra de llançament projectada per a l'octubre de 2014 per evitar un reportatge del diari sensacionalista. L'anunci va ser seguit per la vocalista Durga McBroom que va publicar una foto seva al costat de Gilmour a l'estudi de gravació. Els detalls sobre The Endless River es van anunciar al lloc web de Pink Floyd el 7 de juliol.
Pink Floyd i Parlophone van presentar The Endless River el 22 de setembre de 2014, inclosa la data de llançament, l'art de coberta i la llista de cançons, acompanyada d'un lloc web promocional, un hipersticial per al lloc web de Pink Floyd. El lloc va incloure la declaració d'un artista, fotografies de les sessions de Division Bell, detalls de la comanda prèvia i dos teasers, un amb un fragment de 30 segons de «It's What We Do», i un anunci de televisió, amb l'obra d'art geomètrica de l'àlbum. Les comandes anticipades en format físic i digital van començar el mateix dia. Es van col·locar instal·lacions destacades de les obres d'art de l'àlbum arreu del món, incloent-hi una cartellera de quatre cares de 8 m d'alçada col·locada a South Bank, Londres, i cartells publicitaris a gran escala a ciutats com Berlín, París, Los Angeles, Milà, Nova York i Sydney.
L'únic senzill de l'àlbum, «Louder than Words», es va estrenar al programa matinal de Chris Evans a BBC Radio 2 com a edició de ràdio escurçada. Gilmour i Mason van aparèixer en una entrevista per a BBC Radio 6 Music per promocionar l'àlbum i per parlar de les contribucions de Wright. La cançó «Allons-y (1)» es va posar a la seva disposició per descarregar des de l'iTunes Store el 4 de novembre de 2014. La setmana abans del llançament, The Endless River es va convertir en l'àlbum més reservat de la història d'Amazon UK; la setmana següent, el rècord va ser batut per III de Take That. No hi va haver una gira Endless River, ja que Gilmour va dir que era impossible sense Wright.

## Recepció crítica
Ludovic Hunter-Tilney, del Financial Times, va elogiar el so nostàlgic "floydià", que recordava el treball de Pink Floyd abans de The Wall (1979), i va escriure: "Com és d'adequat que una banda tan acostumada a les pèrdues tanqui el seu compte amb una elegia fascinant al seu propi passat". Cameron Cooper de The Music va donar a l'àlbum tres punts i mig de cinc, i va escriure que se sentia "menys com un cant de cigne i més com un homenatge final... la manca de veus dona més llibertat a la música, permetent-li parlar per si mateixa.". A The Guardian, Alexis Petridis ho va descriure com "no un àlbum nou d'una banda existent, sinó un ressò del passat, o una darrera abraçada de grup, càlida però una mica incòmode... en aquests termes, funciona bé". Va elogiar el single principal i l'últim tema "Louder than Words" com "majors, commovedor i de cor obert". A Rolling Stone, David Fricke va escriure:"Wright va ser la majestat constant i vinculant en les exploracions de Floyd. Aquest àlbum és un epitafi inesperat i benvingut." The Observer va escriure que l'àlbum és "un assumpte subestimat però inconfusiblement el Floyd... una bona manera d'anomenar-ho un dia".
JC Maçek III de PopMatters va escriure: "Sense les veus, hi ha alguna cosa que es troba molt a faltar i l'oient es queda amb ganes de més. Tot i que això és un bon àlbum, The Endless River no és del tot adequat per servir com l'àlbum final de la banda de rock més gran del seu tipus, per no dir res d'una de les bandes de rock més grans de qualsevol tipus que hagin actuat. Andy Gill de The Independent ho va anomenar "només interferències sense rumb, un llarg fil de la guitarra de Dave Gilmour contra els teclats pastel de Rick Wright i la percussió provisional de Nick Mason, sense cap melodia de cap distinció a la qual s'aconseguia durant tot el temps... sense l'espurna de la creativitat. d'un Syd o d'un Roger, tot el que queda és un espantós sopar de sopar psicodèlic falsa". La NME va escriure que The Endless River era "una col·lecció d'empreses arreglades. . . En aquests termes limitats, funciona prou bé, i és interessant des d'una certa perspectiva friki, però mai és tan satisfactori ni tan substancial com voleu que sigui." Pitchfork va escriure que The Endless River "és per excel·lència i consciència de Pink Floyd, per bé o per mal... demostra ser un dels pocs llançaments de Pink Floyd que sona com un pas enrere, sense res nou a dir i cap nou. fronteres per explorar". Mikael Wood del Los Angeles Times ho va qualificar de "tan insoportablement avorrit (fins i tot per als estàndards sovint avorrits de Pink Floyd) que el nom de la banda a la portada sembla un esquer i un canvi directe".

## Rendiment comercial
La setmana abans del seu llançament, The Endless River va desplaçar Four de One Direction com l'àlbum més reservat de tots els temps a Amazon UK. Va debutar al número u de la llista d'àlbums del Regne Unit, amb unes vendes totals de 139.351, la tercera setmana més alta de vendes d'obertura del 2014, convertint-se en el sisè número u del Regne Unit de Pink Floyd. A partir del 27 de novembre de 2014, l'edició de vinil havia venut 6.000 còpies, convertint-se en el llançament de vinil del Regne Unit més venut el 2014 i el més venut des de 1997. L'àlbum també va debutar al número u en diversos altres països, com França, Alemanya, Portugal, Irlanda, Països Baixos, Bèlgica, Nova Zelanda i Canadà. Als EUA, va debutar al número 3 del Billboard 200 amb 170.000 còpies venudes durant la seva primera setmana; al gener de 2015, hi havia venut 355.000 còpies. A tot el món, The Endless River va vendre més de 2,5 milions de còpies el 2014.

## Llistat de cançons
Tots els temes van ser produïts per David Gilmour, Phil Manzanera, Youth i Andy Jackson.
| 1. | «Things Left Unsaid» | 4:26 |
| 2. | «It's What We Do»    | 6:17 |
| 3. | «Ebb and Flow»       | 1:55 |

| 4. | «Sum»     | 4:48 |
| 5. | «Skins»   | 2:37 |
| 6. | «Unsung»  | 1:07 |
| 7. | «Anisina» | 3:16 |

| 8.  | «The Lost Art of Conversation» | 1:42 |
| 9.  | «On Noodle Street»             | 1:42 |
| 10. | «Night Light»                  | 1:42 |
| 11. | «Allons-y (1)»                 | 1:57 |
| 12. | «Autumn '68»                   | 1:35 |
| 13. | «Allons-y (2)»                 | 1:32 |
| 14. | «Talkin' HawkinPlantilla:'-»   | 3:29 |

| 15. | «Calling»           | 3:37 |
| 16. | «Eyes to Pearls»    | 1:51 |
| 17. | «Surfacing»         | 2:46 |
| 18. | «Louder than Words» | 6:36 |

## Crèdits
Adaptat de la versió de 2014
Pink Floyd
- David Gilmour – guitarres (all but 3), guitarra EBow (1, 3, 10), veu principal (18), (7, 14, 17), teclats (7, 15, 16), piano (6, 7), EMS VCS 3 (4, 6), baix (2, 4, 7, 17), orgue Hammond (18), percussió (8), mostres de veu (1), productor
- Nick Mason – bateria (2, 4, 5, 7, 9, 11, 13, 14, 16, 17, 18) percussió (15, 18), rototoms (5), gong (5, 12, 16), mostres de veu (1)
- Richard Wright – Orgue Hammond (1, 11, 13, 16), orgue Farfisa (4, 6, 14, 16), Orgue Royal Albert Hall (12), piano (4, 6, 8, 14, 18), piano Rhodes (9, 18), piano elèctric (3), teclats (1, 2, 5, 16, 17), sintetitzador (1, 2, 8, 10, 14, 17, 18), mostres de veu (1, 18)

Músics addicionals
- Guy Pratt – baix (9, 14)
- Bob Ezrin – baix (11, 13, 18), teclats addicionals (1), coproductor sessions de 1993
- Andy Jackson – baix (5, 16), efectes (15), enginyer, productor, mescla, masterització de contingut addicional en DVD i Blu-ray
- Jon Carin – sintetitzadors (9, 11, 13), bucle de percussió (11, 13)
- Damon Iddins - teclats addicionals (4, 12)
- Anthony Moore - teclats (15)
- Gilad Atzmon – saxo tenor (7), clarinet (7)
- Durga McBroom - cors de suport (14, 17, 18)
- Louise Marshall – cors de suport (18)
- Sarah Brown – cors de suport (18)
- Stephen Hawking – mostra de veu (14)
- Joventut – productor, programació addicional, enginyeria, disseny de so, sintetitzadors i teclats variats
- Eddie Bander – Programació addicional, enginyeria, disseny de so, sintetitzadors i teclats variats
- Miquel Rendall – Programació addicional, enginyeria, disseny de so, sintetitzadors i teclats variats
- Escala :
  - Chantal Leverton – viola (18)
  - Victòria Lyon – violí (18)
  - Helen Nash – violoncel (18)
  - Honor Watson – violí (18)

Producció i disseny
- Phil Manzanera - productor
- Damon Iddins – enginyer
- James Guthrie – masterització per a CD[58]
- Joel Plante – masterització per a CD
- Doug Sax – masterització per a l'edició de vinils
- Aubrey Powell - director creatiu
- Stylorouge : disseny de mànigues
- Ahmed Emad Eldin : concepte de portada de l'àlbum

## Posició a les llistes
| Chart (2014–15)                            | Peak position |
| ------------------------------------------ | ------------- |
| Austràlia àlbums (ARIA)                    | 3             |
| Àustria àlbums (Ö3 Austria)                | 1             |
| Bèlgica àlbums (Ultratop Flanders)         | 1             |
| Bèlgica àlbums (Ultratop Wallonia)         | 1             |
| Brazilian Albums (ABPD)                    | 4             |
| Canadà gràfic d'àlbums (Billboard)         | 1             |
| Croàcia àlbums internationals (HDU)        | 1             |
| Txèquia àlbums (ČNS IFPI)                  | 1             |
| Dinamarca àlbums (Hitlisten)               | 1             |
| Països Baixos àlbums (Album Top 100)       | 1             |
| Finlàndia àlbums (Suomen virallinen lista) | 4             |
| França àlbums (SNEP)                       | 1             |
| Alemanya àlbums (Offizielle Top 100)       | 1             |
| Grècia àlbums (IFPI)                       | 1             |
| Hongria àlbums (MAHASZ)                    | 3             |
| Irlanda àlbums (IRMA)                      | 1             |
| Israeli Albums Chart                       | 1             |
| Itàlia àlbums (FIMI)                       | 1             |
| Japó àlbums (Oricon)                       | 7             |
| Corea del Sud àlbums internacionals (Gaon) | 4             |
| Nova Zelanda àlbums (RMNZ)                 | 1             |
| Noruega àlbums (VG-lista)                  | 1             |
| Polònia àlbums (ZPAV)                      | 1             |
| Portugal àlbums (AFP)                      | 1             |
| Escòcia (OCC)                              | 1             |
| Espanya àlbums (PROMUSICAE)                | 6             |
| Suècia àlbums (Sverigetopplistan)          | 1             |
| Suïssa àlbums (Schweizer Hitparade)        | 1             |
| UK Albums (OCC)                            | 1             |
| UK Rock & Metal Albums (OCC                | 1             |
| Estats Units Billboard 200                 | 3             |
| Estats Units Top Rock Albums (Billboard)   | 2             |

| Chart (2014)                             | Position |
| ---------------------------------------- | -------- |
| Australian Albums (ARIA)                 | 25       |
| Austrian Albums (Ö3 Austria)             | 22       |
| Belgian Albums (Ultratop Flanders)       | 10       |
| Belgian Albums (Ultratop Wallonia)       | 8        |
| Canadian Albums (Billboard)              | 43       |
| Dutch Albums (Album Top 100)             | 5        |
| French Albums (SNEP)                     | 16       |
| German Albums (Offizielle Top 100)       | 3        |
| Italian Albums (FIMI)                    | 2        |
| Nova Zelanda àlbums (RMNZ)               | 8        |
| Polish Albums (ZPAV)                     | 3        |
| South Korean International Albums (Gaon) | 52       |
| Swedish Albums (Sverigetopplistan)       | 47       |
| Suïssa àlbums (Schweizer Hitparade)      | 8        |
| UK Albums (OCC)                          | 9        |
| US Billboard 200                         | 115      |
| US Top Rock Albums (Billboard)           | 24       |

| Chart (2015)                        | Position |
| ----------------------------------- | -------- |
| Belgian Albums (Ultratop Flanders)  | 41       |
| Belgian Albums (Ultratop Wallonia)  | 33       |
| Canadian Albums (Billboard)         | 17       |
| Dutch Albums (Album Top 100)        | 48       |
| French Albums (SNEP)                | 125      |
| German Albums (Offizielle Top 100)  | 98       |
| Hungarian Albums (MAHASZ)           | 30       |
| Italian Albums (FIMI)               | 44       |
| Suïssa àlbums (Schweizer Hitparade) | 45       |
| US Billboard 200                    | 152      |
| US Top Rock Albums (Billboard)      | 14       |

| Chart (2010–2019)                | Position |
| -------------------------------- | -------- |
| Germany (Official German Charts) | 38       |

## Calendari de llançament
| The Endless River | The Endless River      | The Endless River  | The Endless River                   | The Endless River |
| Regió             | Data                   | Format             | Etiqueta                            | Catàleg núm.      |
| ----------------- | ---------------------- | ------------------ | ----------------------------------- | ----------------- |
| Austràlia         | 7 de novembre de 2014  | Descàrrega digital | Columbia Records                    | cap               |
| Alemanya          | 7 de novembre de 2014  | Descàrrega digital | Parlophone                          | cap               |
| França            | 10 de novembre de 2014 | Descàrrega digital | Parlophone                          | cap               |
| Estats Units      | 10 de novembre de 2014 | Descàrrega digital | Columbia Records                    | cap               |
| Regne Unit        | 10 de novembre de 2014 | Disc compacte      | Parlophone / Warner Bros. Registres |                   |
| Regne Unit        | 10 de novembre de 2014 | Descàrrega digital | Parlophone / Warner Bros. Registres | cap               |
| Regne Unit        | 10 de novembre de 2014 | 2x vinil           | Parlophone / Warner Bros. Registres |                   |
| Canadà            | 11 de novembre de 2014 | Descàrrega digital | Columbia Records                    | cap               |

| The Endless River edició de luxe | The Endless River edició de luxe | The Endless River edició de luxe | The Endless River edició de luxe    | The Endless River edició de luxe |
| Regió                            | Data                             | Format                           | Etiqueta                            | Catàleg núm.                     |
| -------------------------------- | -------------------------------- | -------------------------------- | ----------------------------------- | -------------------------------- |
| Alemanya                         | 7 de novembre de 2014            | Descàrrega digital               | Parlophone                          | cap                              |
| França                           | 10 de novembre de 2014           | Descàrrega digital               | Parlophone                          | cap                              |
| Estats Units                     | 10 de novembre de 2014           | Descàrrega digital               | Columbia Records                    | cap                              |
| Regne Unit                       | 10 de novembre de 2014           | Disc compacte, DVD               | Parlophone / Warner Bros. Registres |                                  |
| Regne Unit                       | 10 de novembre de 2014           | Disc compacte, Blu-ray           | Parlophone / Warner Bros. Registres |                                  |
| Regne Unit                       | 10 de novembre de 2014           | Descàrrega digital               | Parlophone / Warner Bros. Registres | cap                              |
| Canadà                           | 11 de novembre de 2014           | Descàrrega digital               | Columbia Records                    | cap                              |

## Adaptacions
- Ian Emes, un artista i director de cinema britànic, i animador original de Pink Floyd, va crear una pel·lícula amb la música de The Endless River que es va estrenar el 2019.[131]